# برنامج أهلا بالعالم

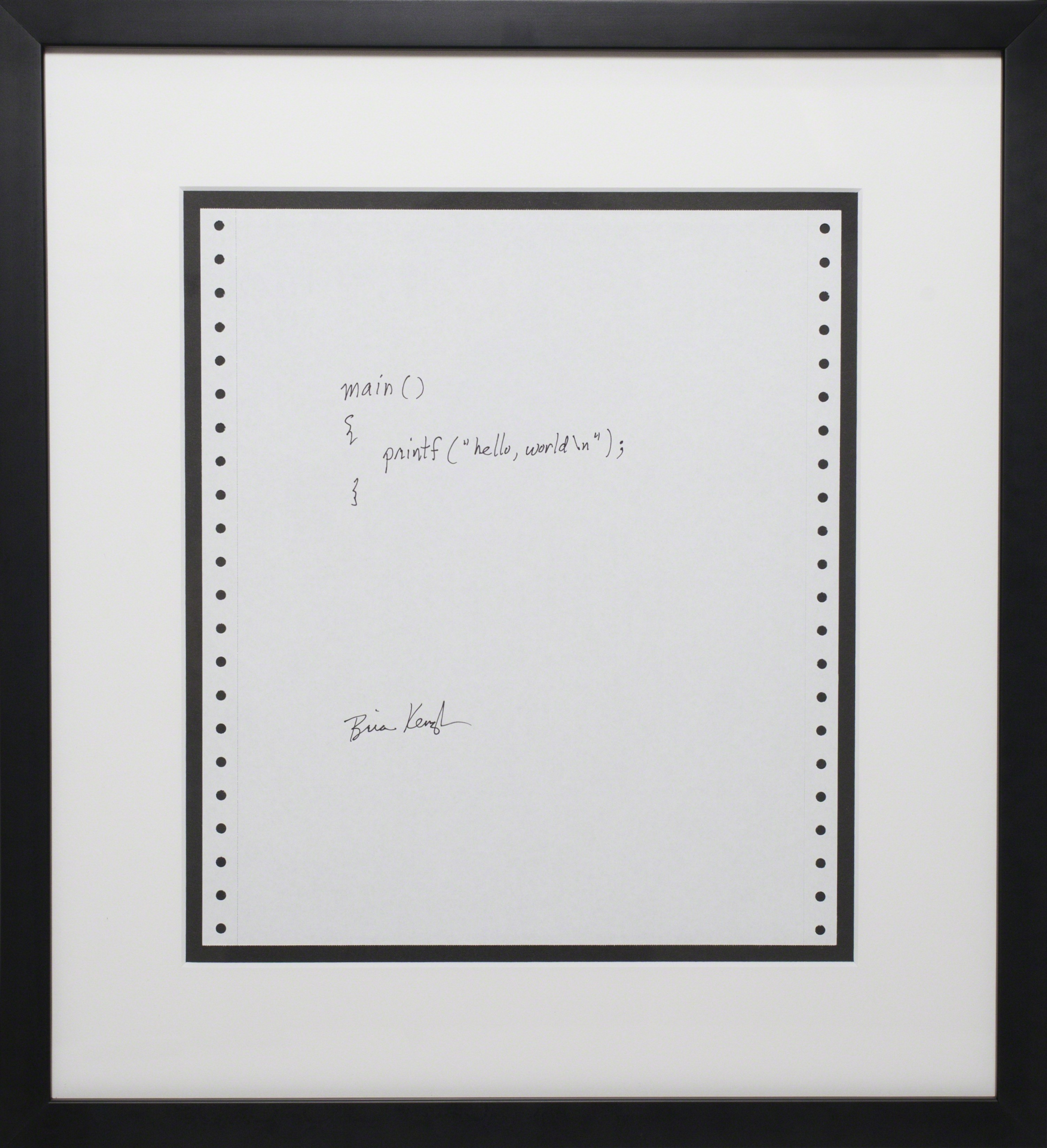
برنامج "أهلا بالعالم!" من براين كيرنيغان (1978).

برنامج أهلا بالعالم هو برنامج حاسوبي يطبع جملة «أهلا بالعالم» على جهاز العرض، ويعتبر هذا النوع من البرامج تقديمًا جيدًا لبداية تعلّم أي لغة برمجة جديدة.
يتميز برنامج "أهلاً بالعالم" بالبساطة والقدرة على توضيح مفاهيم أساسية في البرمجة مثل:
1. الإخراج: كيفية عرض معلومات على الشاشة أو الواجهة.
2. النصوص: كيفية تعريف واستخدام سلاسل النصوص (Strings).
3. البنية التنظيمية: كيفية تنظيم البرنامج بحيث يمكن تنفيذه بشكل صحيح.
4. البيئة التطويرية: كيفية كتابة وتشغيل البرامج في بيئة التطوير.

هذا البرنامج لا يقوم بأي مهمة عملية، وإنما يعتبر مجرد تمرين تعليمي يساعد على فهم كيفية كتابة وتنفيذ برامج في لغة برمجة معينة.

## التاريخ
كانت برامج الاختبار الصغيرة موجودة منذ تطوير الحواسيب القابلة للبرمجة، فإن تقليد استخدام عبارة "أهلا بالعالم!" كرسالة اختبار تأثر ببرنامج مثال في كتاب عام 1978 بعنوان "لغة البرمجة سي"، ولكن لا توجد أدلة على أنها نشأت هناك، ومن المرجح جدًا أنها كانت تستخدم في لغة البرمجة الأساسية المختلطة من قبل. يقوم البرنامج المثال في تلك الكتابة بطباعة "أهلا بالعالم!"، وقد تمت الميراثة من مذكرة داخلية صادرة عن مختبرات بيل في عام 1974 من قبل براين كيرنيغان، برمجة بلغة سي.
يزعم ملف الأصطلاحات (بالإنجليزية: Jargon File)‏ أن عبارة "أهلا بالعالم!" نشأت في الواقع مع لغة البرمجة الأساسية المختلطة في عام 1967. وقد سبق استخدام هذه العبارة في مجال الحوسبة بأكثر من عقد، ففي أوائل الخمسينيات، كانت عبارة الشعار للمذيع الإذاعي في نيويورك، ويليام بي. ويليامز.

## الأمثلة
- في لغة البرمجة سي:

```
 
#include
 
<stdio.h>

 

 
int
 
main
(
void
)

 
{

    
printf
(
"Hello, world!
\n
"
);

    
return
 
0
;

 
}

```

- في لغة البرمجة سي++:

```
#include
 
<iostream>

using
 
namespace
 
std
;

int
 
main
(){

	
cout
 
<<
 
"Hello world!"
 
<<
 
endl
;

	
return
 
0
;

}

```

- في لغة البرمجة جافا:

```
class
 
HelloWorld
 
{

  
static
 
public
 
void
 
main
(
 
String
 
args
[]
 
)
 
{

    
System
.
out
.
println
(
 
"Hello World!"
 
);

  
}

}

```

- في لغة البرمجة سي شارب:

```
public
 
class
 
HelloWorld
 
{

   
public
 
static
 
void
 
Main
()
 
{

       
System
.
Console
.
WriteLine
(
"Hello, World!"
);

   
}

}

```

- في لغة البرمجة روبي:

```
puts
 
"Hello World!"

```

- في لغة برمجة جافا سكريبت:

```
console
.
log
(
"Hello World!"
)

```

- في لغة البرمجة بي اتش بي:

```
<?php

	
echo
 
"Hello World!"
;

```

- في لغة البرمجة بايثون:

```
print
(
'Hello, World!'
)

```

- في لغة البرمجة سويفت:

```
print
(
"Hello, World!"
)

```

- في لغة البرمجة كوتلين:

```
print
 
(
"Hello world"
)

```

- في لغة البرمجة العربية ألف:

```
#ألف

رسالة ("أهلاً بالعالم")
```